# Slow journalism
Slow journalism (trage journalistiek) is een journalistieke subcultuur die voortkomt uit de frustratie over de kwaliteit van de journalistiek van de reguliere nieuwsmedia. Slow journalism, dat behoort tot de grotere onthaastingsbeweging, deelt dezelfde waarden als andere subgroepen van deze onthaastingsbeweging om een goed, schoon en eerlijk product te produceren.
Er zijn over de hele wereld gespecialiseerde tijdschriften opgedoken die beweren dat ze het tegengif zijn voor een reguliere media die "tot de rand gevuld is met herdrukte persberichten, voorspelbare commentaar, advertoriale onzin en 'churnalisme'". In de plaats daarvan concentreert slow journalism zich meestal op lange nieuwsverslagen en diepgaande onderzoeksjournalistiek.

## Geschiedenis van de term
In 2007 gebruikte de academica en voormalig journalist Susan Greenberg de term 'Slow Journalism' om nieuwsverhalen te omschrijven die evenveel waarde hechten aan het narratieve als aan de ontdekking van de feiten, waarbij men de tijd neemt om dingen uit te zoeken, verhalen op te merken die anderen missen, en dit allemaal te communiceren aan de hoogste standaarden. Dit artikel, dat  op 25 februari 2007 in het Britse maandblad Prospect werd  gepubliceerd, werd later aangehaald als de oorspronkelijke bron voor de term in de Oxford Dictionary of Journalism (Oxford: OUP, 2014).
In 2011 schreef professor Peter Laufer Slow News: A Manifesto for the Critical News Consumer, dat werd uitgegeven door Oregon State University Press .
In augustus 2018 verscheen van de hand van Jennifer Rauch, onderwijzer en onderzoeker naar alternatieve media, media-activisme en populaire cultuur, het boek Slow Media: Why Slow is Satisfying, Sustainable & Smart, uitgegeven bij Oxford University Press.
In maart 2019 verscheen van Daniele Nalbone (een Italiaanse journalist) en Alberto Puliafito (een Italiaanse journalist, schrijver en regisseur, hoofdredacteur van de Italiaanse digitale krant Slow News) het boek Slow Journalism - Chi ha ucciso il giornalismo? (Slow Journalism - Wie heeft de journalistiek vermoord?), uitgegeven door Fandango Libri.
In maart 2020 verscheen van diezelfde Alberto Puliafito de door hem geregisseerde documentaire Slow News, ewelke werd geproduceerd door Fulvio Nebbia en internationaal gedistribueerd door Java Films.

## Slow journalism tijdschriften
- 24h01, België
- Wilfried, België
- MO*, België
- De Correspondent, Nederland
- Delayed Gratification, VK
- ProPublica, VS.
- Slow News, Italië
- Zetland, Denemarken
- Tortoise, VK
- The Probe, India